# Helgeandsholmen
59°19′40″N 18°04′09″Ø / 59.32778°N 18.06917°Ø
Helgeandsholmen er en ø i Norrström, i bydelen  Gamla stan i Stockholm, navngivet efter det tidligere Helgeandshuset. På holmen ligger Riksdagshuset og de åbne pladser Riksplan og Strömparterren. Holmen krydses af Norrbro og Riksgatan, og forbindes med Norrmalm via Riksbron og med Gamla stan via Stallbron over Stallkanalen.
Helgeandsholmen med sin aflange form er dannet dels ved landhævningen dels ved omfattende opfyldninger. I dag kan man ikke se spor af den oprindelige geografi, som frem til middelalderen bestod  af tre holme i Norrström.

## Historie
I slutningen af 1200-tallet grunlagdes Helgeandshuset – Helligåndshuset – på holmene. Det var byens første institution for fattige og syge . Huset indeholdt hospital, kapel og kirkegård.
Århundrederne gik og holmene blev tættere bebygget. I 1500-tallet var holmene fulde af avlsbygninger til Slottet Tre Kronors husholdning, bygget ovenpå Helgeandshuset. Her bryggdes øl og man opfostrede og  slagtede kreaturer. Ved kysterne trængtes fiskeboder  med renserier og vandmøller.
På dronnning Kristinas tid fik Helgeandsholmen et mere standsmæssigt udseende.  År 1647 blev apoteket Morianen nedrevet, og her byggedes nu en stor stald for Karl 11.s hof. Her stod 200 heste i en bygning som også indeholdte ride- og vognhus. Hofstalden var der til slutningen af 1800-tallet da man bbegyndte at forhøje holmen. I perioden 1897–1905 byggedes riksbankshuset og Riksdagshuset , og den 11. januar 1905 flyttede Riksdagen ind i det nye hus.
Gaden som skiller de byggningerne er Riksgatan. Parken øst for Riksdagshuset hedder Riksplan. Byggningerne  ombyggedes 1978–1983 og derefter har Sveriges Riksdag begge bygninger.
Ved om- og tilbyggningen  gjorde man rige arkæologiske fund i den såkaldte Riksgropen, og disse samt mange andre fund fra Stockholms middelalder kan i dag ses på Stockholms medeltidsmuseum som også ligger på Helgeandsholmen, med indgang fran den lille Strömparterren, øst for Norrbro.

## Eksterne kilder og henvisninger
1. ↑  "Hospital och Helgeandshus – En studie av omsorgsväsende i medeltidens Sverige" (PDF). Arkiveret fra originalen (PDF) 5. marts 2016. Hentet 7. juli 2011.
2. ↑  Alsing Rolf, Lundh Jonas:
1900-talet: en bok från Aftonbladet 1999 isbn=91-630-8939-4 libris=7454380 s. 23

- Wikimedia Commons har flere filer relateret til Helgeandsholmen
- Stockholms Medeltidsmuseum
- Sveriges Riksdag